# Maguza
Maguza là một chi bướm đêm thuộc họ Noctuidae.